# Crocidura maxi
Crocidura maxi — вид ссавців родини мідицевих. Його батьківщиною є Індонезія та Східний Тимор. Він поширений на Яві та Малих Зондських островах. Він також був завезений на острів Амбон і острови Ару. Це маловідомий вид, який зустрічається в низинних і гірських лісах. Немає інформації про те, чи може він адаптуватися до антропогенних середовищ існування за межами лісу.